# De Graaf van het Hoogveen
De Graaf van het Hoogveen was een restaurant in Hotel Zeerust in Noordwijk aan Zee in Nederland. Het had een Michelinster in de periode 1982-1988.
Het restaurant verloor zijn ster in 1989, als gevolg van een scheiding en het daaropvolgende vertrek van Ine Goossens uit het restaurant.
De Graaf van het Hoogveen was een klein restaurant met acht tafels. Het restaurant was beroemd om zijn wijnlijst met 650 verschillende wijnen en zijn wijnkelder met 15.000 flessen wijn van hoge kwaliteit. Het verkreeg meerdere prijzen voor zijn wijnlijst en -collectie.

## Chef-koks
- 1978-1980: Adriaan de Jong[7][8]
- 1981-1983: Henk Savelberg[9][10]
- 1983: Paul van der Meij[11]
- 1984-1986: Ricardo van Ede[12][13]
- 1987-1990: Nico Lijding[14][15][16]

## Historie
Badhotel Zeerust begon in 1934 als een klein gastenverblijf in een dubbele villa. In 1962 nam Joop Droogh de leiding over van zijn vader Lambert Droogh. Hij begon een programma van uitbreiding en verbetering en voegde verschillende faciliteiten en kamers toe. In 1969 huwde Joop Droogh met zijn voormalige receptioniste Ine Goossens. In 1977 werd een restaurant toegevoegd aan het tot hotel uitgegroeide gastenverblijf. Ine Droogh-Goossens nam vervolgens de rol van maitre en sommelier op zich. In 1978 bestond het hotel uit 32 luxe kamers, conferentieruimten, zwembad, sauna en solarium.

## Wijnonderscheidingen
- 1980: Elsevier Bouquet Wijnkaart[19]
- 1981: Giscours-concours Beste Wijnkaart van Nederland[20]
- Wine Spectator Grand Award: 1987[6]